# Gittan och gråvargarna
Gittan och gråvargarna är en bilderbok av Pija Lindenbaum.

## Handling
Boken handlar om "Gittan", en flicka som är rädd för nästan allt. En dag när hon är på utflykt med sitt dagis, går hon vilse i skogen. I skogen träffar hon en vargflock, som hon försöker lära att leka. Gittan och gråvargarna belönades med Augustpriset 2000 för bästa barn- och ungdomsbok.